# Římskokatolická farnost Stonařov
Římskokatolická farnost Stonařov je územní společenství římských katolíků s farním kostelem svatého Václava v děkanství jihlavském. 

## Historie farnosti
Jádro farního kostela pochází z 13. století. Do roku 1878 kolem kostela býval hřbitov. Současnou podobu získal kostel během stavebních úprav v roce 1804.

## Duchovní správci
Farářem byl od 1. listopadu 1982 do své smrti 5. ledna 2015 P. Mgr. Pavel Horký, která byl zároveň děkanem jihlavského děkanství. Od 28. ledna 2015 se stal administrátorem excurrendo P. Roman Strossa z Batelova.. Novým farářem byl od 1. srpna 2015 ustanoven R. D. Mgr. Jiří Buchta.

## Bohoslužby
| Kostel          | Místo    | Bohoslužba (den)           | Hodina                         | Poznámka     |
| --------------- | -------- | -------------------------- | ------------------------------ | ------------ |
| svatého Václava | Stonařov | neděle pondělí úterý pátek | 8.15 17.30 (zima)/18.00 (léto) | farní kostel |

## Aktivity ve farnosti
Dnem vzájemných modliteb farností za bohoslovce a bohoslovců za farnosti brněnské diecéze je 12. červen. Adorační den připadá na 6. září.
Každoročně se ve farnosti koná tříkrálová sbírka. V roce 2017 dosáhl výtěžek sbírky ve Stonařově, Otíně, Pavlově a Vílanci 20 464 korun.